# Dyscia distinctissima
Dyscia distinctissima là một loài bướm đêm trong họ Geometridae.